# Plafond over de vloer
Plafond over de vloer was een negendelige televisieserie van de VPRO geschreven door Wim T. Schippers die werd uitgezonden op woensdagmiddag om 15.30 uur van 12 maart 1986 tot en met 7 mei 1986. De afleveringen waren 19 tot 22 minuten lang. De televisieserie was een afgeleide van het al sinds 10 oktober 1984 bestaand radioprogramma Ronflonflon avec Jacques Plafond dat dezelfde middag om 17.00 uur werd uitgezonden.

## Naam
De naam van de serie is een verwijzing naar de zevende aflevering van De lachende scheerkwast uit 1982. Hierbij werd Jacques Plafond als medewerker in buitengewone dienst op het kantoor van Frits van Zanten geplaatst waarbij Theo Drissen de opmerking maakte: "Er is hier een "Plafond" over de vloer".

## Verhaal
Jacques Plafond, presentator van het radioprogramma Ronflonflon met Jacques Plafond, heeft al maanden geen loon uitbetaald gekregen en gaat verhaal halen bij zijn chef A.J. Broekema. Die verwijst echter naar zijn computer waarin staat dat er beslag is gelegd door de belastingdienst en hij daarom niets kan uitbetalen. Nadat zijn auto hem in de steek had gelaten en hij ook de bus was uitgezet omdat hij met een ongedekte cheque wilde betalen blijkt ook zijn vriendin ervandoor en wil de deurwaarder zijn huis ontruimen dat inmiddels door zijn vriendin was leeggehaald zodat de deurwaarder het nakijken had.
Jacques besluit eerst maar eens lekker te gaan eten in het nieuwe restaurant Potverdomme van Henk J.Pal die inmiddels ook een computer heeft aangeschaft en de mogelijkheden daarvan aan Jacques laat zien. Na een nacht op een bankje in het Willy Dobbeplantsoen te hebben doorgebracht redt hij het leven van een taxichauffeur die zelfmoord wilde plegen door in een kanaal te rijden en komt hij zo midden in de nacht bij de studio aan. Hij besluit in het kantoor van Broekema de computer te ontvreemden zodat Broekema niet meer kan zien dat hij geen loon meer mag uitbetalen. Hij probeerde de computer aan Boy Bensdorp te slijten. Deze had geen interesse maar Elsje de Wit dacht dat het haar verjaardagscadeau betrof. Nadat hij alle restjes van Boy Bensdorps cafetaria door elkaar geroerd had en dit als Boys complete lunchhap wilde verkopen werden alle klanten ziek en werd hij er door Boy uitgegooid.
Hij bracht de nacht weer door op een bankje in het Willy Dobbeplantsoen waar een weggeautomatiseerde ambtenaar een klapje op de computer gaf zodat deze het niet meer deed. Jacques wilde stoppen met zijn radioprogramma omdat hij er niets voor betaald kreeg en stelde Broekema voor de keus: de computer er uit of ik er uit. Maar inmiddels had Broekema een nieuwe computer gekregen van de verzekering en vertelde dat trots aan Jacques die in de studio was voor de repetitie samen met Wilhelmina Kuttje junior, Jan Vos en Jaap Knasterhuis. Broekema zou proberen te bewerkstelligen dat Jacques weer betaald werd.
Inmiddels had hij een nieuwe vriendin Ria van Raalte waar hij introk in haar luxeappartement. Ze zongen samen het duet Liefde en geluk waarvan de videoclip was opgenomen in Amsterdam Oost. De dochter van Jan Vos, Merel Vos, trad er op met de feministische meidengroep de Gleufjes met het nummer Wat een lul waarvan Elsje de Wit de leadzangeres was. Ook kwam Myra Swift Balkema samen met haar binnenhuisarchitect een kijkje nemen. Myra leek opvallend veel op Gé Braadslee. Maar na 14 dagen betrapte Ria Jacques op haar bed samen met Jacqueline van Benthem en wees hem de deur waardoor hij weer dakloos was.
Door een motoragent werd hij echter aangehouden voor te hard rijden en tevens bleek hij geen rijbewijs te bezitten. Met een smoes dat zijn vrouw lag te bevallen werd hij door de motoragent naar het streekziekenhuis gebracht waar ook zijn vrouw net bevallen was. In het ziekenhuis wees Jacques een slapende vrouw als zijn vrouw aan die ervan uitging dat de vader van haar kind alsnog was komen opdagen. Jacques had weer een dak boven zijn hoofd samen met Annemarie en haar zoontje. Op een dag kwam hij thuis en trof een onbekende man op Annemarie aan op de bank. Het bleek de echte vader die vervroegd was vrijgelaten uit de gevangenis. En weer werd Jacques zijn huis uitgezet en de serie eindigt met een open einde in de Ronflonflon studio waarbij er telefoon voor hem was en zijn laatste woorden waren: Dat is een fantastische bericht.

## Rolverdeling
| Personage                       | Acteur/actrice      |
| ------------------------------- | ------------------- |
| Jacques Plafond                 | Wim T. Schippers    |
| Wilhelmina Kuttje junior        | Janine van Elzakker |
| Elsje de Wit                    | Janine van Elzakker |
| Jacqueline van Benthem          | Janine van Elzakker |
| Jan Vos                         | Clous van Mechelen  |
| Weggeautomatiseerd ambtenaar    | Clous van Mechelen  |
| Teun Balk (de Ronflonflon ober) | Clous van Mechelen  |
| Jaap Knasterhuis                | Rogier Proper       |
| A.J.Broekema                    | Jan Vermaas         |
| Henk J. Pal                     | Cees Schouwenaar    |
| Loes de Wilde-Dofpoot           | Truus Dekker        |
| Myra Swift Balkema              | Mimi Kok jr.        |
| John Jeppes                     | Kenneth Herdigein   |
| Rik Rollinga                    | Kenneth Herdigein   |
| Boy Bensdorp                    | Rob van Houten      |
| Cafetariabezoeker               | J.C.Ris             |
| Agent Rijkspolitie              | Lex de Regt         |
| Kantinebeheerder                | Peter Overeem       |
| Ria van Raalte                  | Mies de Heer        |
| Eduard van Beijsterveld         | Sjoerd Pleijsier    |
| C. van Benthem                  | Walter Crommelin    |
| Verpleegster                    | Joss Flühr          |
| Receptioniste                   | Arnica Elsendoorn   |
| Gerechtsdeurwaarder             | Onno Molenkamp      |
| Belastingdeurwaarder            | Maarten Wansink     |
| Taxichauffeur                   | Toon Agterberg      |
| Merel Vos                       | Dre Andrea          |
| Yvette van Gool                 | Marianne Cecilia    |
| Ronald Stevens                  | Don Duyns           |
| Annemarie Bakker                | Lieneke le Roux     |
| Karel                           | Jim Berghout        |
| Sjaakje                         | Paul Marres         |
| Man in plantsoen                | Brian G.Price       |
| Commentaarstem                  | Ellen Jens          |

## Afleveringen
| Aflevering | Titel                       | Uitzenddatum  |
| ---------- | --------------------------- | ------------- |
| 1          | Reken maar                  | 12 maart 1986 |
| 2          | Potverdomme                 | 19 maart 1986 |
| 3          | Yvette                      | 26 maart 1986 |
| 4          | Mikpunt                     | 2 april 1986  |
| 5          | In de soep                  | 9 april 1986  |
| 6          | De verloren dochter         | 16 april 1986 |
| 7          | Addergebroed                | 23 april 1986 |
| 8          | Gevarendriehoek             | 30 april 1986 |
| 9          | De zoon van Jacques Plafond | 7 mei 1986    |

## DVD
De serie verscheen in 2008 ook op dvd in de reeks Wim.T. Schippers televisiepraktijken sinds 1962 tezamen met Hoepla.
Op de dvd staat als bonusmaterieel een weerzien in 2008 van Wim Schippers met Rogier Proper en Janine van Elzakker.